# Kollumeroudzijl
Kollumeroudzijl (Fries: Kollumer Aldsyl; Nedersaksisch: Kölmeroldziel) is een buurtschap in de gemeente Noardeast-Fryslân, in de Nederlandse provincie Friesland. Kollumeroudzijl ligt ten noorden van Kollum, bij de brug over de Zijlsterried. De buurtschap is gelegen aan een afgesneden meander van het Dokkumergrootdiep, het Oud Dokkumerdiep. De buurtschap bestaat uit een zevental adressen aan de Wouddijk.

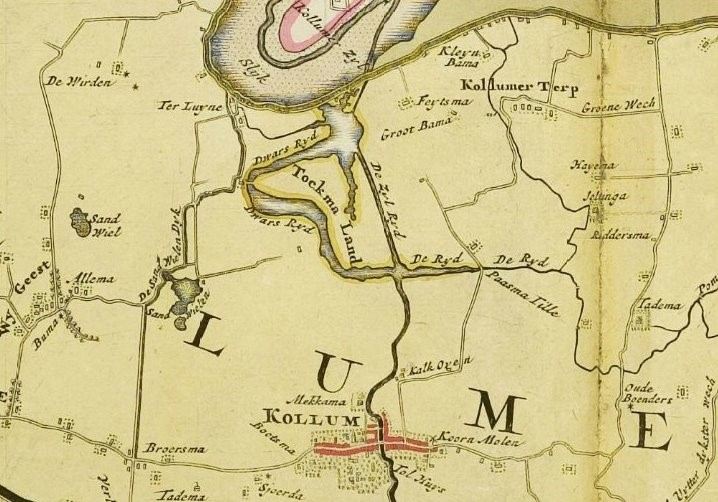
De Dwardsried en Zijlsterrijd met aansluiting op Dokkumergrootdiep via Kollumeroudzijl ten noorden van Kollum (Atlas Schotanus, 1718).

## Geschiedenis
Kollumeroudzijl werd in 1550 vermeld als Collumerzyl en op een kaart van Jacob van Deventer uit 1559 vermeld als Collumzyl. In 1622 werd het vermeld als Collumerzijl, waarna ook de spelling Colmerzijl en Kollummerzijl. De huidige plaatsnaam dateert uit de periode dat de Lauwersmeerweg werd aangelegd. De plaats is genoemd naar de sluis van de Zijlsterried bij Kollum. 
De gunstige ligging van Kollum aan het water maakte het voor het dorp mogelijk uit te groeien tot een bloeiende handelsplaats in de 16e en 17e eeuw. In 1879 werd de Kollumeroudzijl op last van het Waterschap Zeedijken Contributie Kollumerland en Nieuwkruisland gesloten voor schepen. Wel was er in het begin van de 20e eeuw nog een opslagplaats aanwezig, waar goederen overgeslagen konden worden.
Vroeger was een grote verbreding van de Zijlsterrijd aanwezig vlak voor Kollumeroudzijl, het Sjoukjemuoisgat. Dit was in 1980 de locatie voor een nieuwe aansluiting van de Zijlsterrijd op het Grootdiep met een vaste brug voor de Lauwersmeerweg.  De Zijlsterrijdbrug werd in 2007 vervangen door een ophaalbrug in het kader van het Friese Merenproject. Daarbij werd de Zijlsterrijd uitgediept om Kollum via het water beter bereikbaar te maken. Bij de buurtschap ligt een wilgenbos dat met de aanleg van de nieuwe aansluiting van de Zijlsterrijd aangeplant werd.
Eind 2013 kreeg Kollumeroudzijl plaatsnaamborden. Tot 2019 viel de buurtschap onder de gemeente Kollumerland en Nieuwkruisland waarna deze is opgegaan in de Noardeast-Fryslân.
Steden, dorpen en gehuchten: Aalsum · Anjum · Augsbuurt · Birdaard · Blija · Bornwird · Brantgum · Burum · Dokkum · Ee · Engwierum · Ferwerd · Foudgum · Genum · Hallum · Hantum · Hantumeruitburen · Hantumhuizen · Hiaure · Hogebeintum · Holwerd · Janum · Jislum · Jouswier · Kollum · Kollumerpomp · Kollumerzwaag · Lichtaard · Lioessens · Marrum · Metslawier · Munnekezijl · Moddergat · Morra · Nes · Niawier · Oosternijkerk · Oostmahorn · Oostrum · Oudwoude · Paesens · Raard · Reitsum · Ternaard · Triemen · Veenklooster · Waaxens · Wanswerd · Warfstermolen · Westergeest · Wetsens · Wierum · Zwagerbosch

Buurtschappen: Abbewier · Bartlehiem (deels) · Beintemahuis · Betterwird · Bollingawier · Bonte Hond · Bornwirdhuizen · Boteburen · Brandeburen · De Dellen · De Keegen · De Kolk · De Leegte · De Rijp · De Wirden · De Schans · Dijkshorne · Dokkumer Nieuwe Zijlen · Drieboerehuizen · Ezumazijl · Groot Medhuizen · Halfweg · Hallumerhoek · Hanenburg · Hantumerhoek · Huis ter Noord · Kettingwier · Klein Medhuizen · Kletterbuurt · Kollumeroudzijl · Krabburen · Laagland · Lutkewier · Molenbuurt · Nieuwland · Oudeterp · Oudwouderzijlen · Reidswal · Scharnehuizen · Stiem · Teerd · Teijeburen · Tergracht (deels) · Ter Lune · Tibma · Tilburen · Tiltjeburen · Vaardeburen · Veldburen · Vijfhuizen (Hallum) · Vijfhuizen (Ternaard) · Visbuurt · Weerdeburen · Westerburen · Westernijkerk · Wie · Wijgeest · Zevenhuizen

Streken: 't Schoor · Galilea · It Paradyske · Lutkelaard · Sibrandahuis · Steenharst · Steenvak · Wildpad (deels) · Zandbulten · Zwagerveen

Friesland: Steden en dorpen      Nederland: Provincies · Gemeenten